# Astrid Peth
Astrid Peth – postać fikcyjna związana z brytyjskim serialem science-fiction pt. Doktor Who, w którą wcieliła się Kylie Minogue. Astrid towarzyszyła Doktorowi w jego dziesiątej inkarnacji tylko w jednym odcinku pt. Rejs potępieńców, wyemitowanym po raz pierwszy 25 grudnia 2007 roku.

## Koncepcja
14 sierpnia 2007 roku Russell T. Davies ogłosił, że Astrid Peth będzie nową towarzyszką Doktora, która zastąpi na ekranie Marthę Jones.  Davies na samym początku potwierdził, że postać będzie jedynie epizodyczna, jeszcze zanim wybrano Minogue na odtwórczynię roli.
Jeszcze przed premierą odcinka w telewizji, pojawiło się kilka spekulacji dotyczących imienia postaci, jako że imię „Astrid” jest anagramem słowa „TARDIS”, a słowo „Peth” znaczy „rzecz” w języku walijskim, jednakże odcinek nie dowiódł prawidłowości żadnej z tych spekulacji. W książce A Writer's Tale Davies pisze, że postać miała pierwotnie nazywać się „Peth”, ale ponieważ to imię go nie satysfakcjonowało, więc zmienił jej imię na Astrid, jako że brzmiało bardziej „kosmicznie”, dla bardziej futurystycznej towarzyszki Doktora.

## Opis postaci
Astrid Peth jest kelnerką na pokładzie statku kosmicznego o nazwie Titanic. Doktor poznaje ją, gdy zbiera ona potłuczone kieliszki. Astrid wyznaje Doktorowi, że jej marzeniem jest odwiedzać inne światy. Dzięki Doktorowi Astrid odwiedza przez krótką chwilę Ziemię, gdzie spotyka Wilfreda Motta. Gdy wracają na statek, Doktor odkrywa plan zniszczenia Titanica, a gdy zostaje złapany przez strażników, Astrid wraz z kilkoma innymi osobami próbuje mu pomóc. W wyniku wydarzeń, Astrid poświęca swe życie ratując Doktora i pozostałych przy życiu pasażerów spychając właściciela statku do reaktora. Później Doktorowi udaje się odzyskać jej esencję, dzięki temu że miała na sobie bransoletkę do teleportacji w chwili śmierci i następnie wysyła ją w przestrzeń kosmiczną.